# Лізінг (Відень)
Лізінг (нім. Liesing) — двадцять третій район Відня.
Лізінг був приєднаний до Відня після аншлюсу Австрії Німеччиною, коли кількість районів Відня збільшилася з 21 до 26. П'ятнадцять районів Нижньої Австрії утворили Лізінг, тоді 25-й район Відня. Після переходу влади до союзників, Лізінг повернувся під юрисдикцію Нижньої Австрії, в радянську окупаційну зону, Нарешті, в 1954 году, частина району повернулася до складу Відня, утворивши 23-й район.
У Лізінгу розташована кінцева станція шостої лінії метро.

## Персоналії
Народились
Померли
- Йозеф Селлені (1824—1875) — австрійський художник.

48°08′16″ пн. ш. 16°17′04″ сх. д. / 48.13778° пн. ш. 16.28444° сх. д.
| Австрія | Це незавершена стаття з географії Австрії. Ви можете допомогти проєкту, виправивши або дописавши її. |